# Abiomyia annulipes
Abiomyia annulipes är en tvåvingeart som beskrevs av Kertesz 1914. Abiomyia annulipes ingår i släktet Abiomyia och familjen vapenflugor. Inga underarter finns listade i Catalogue of Life.